# Christopher Pizzey
Christopher Pizzey é um ator britânico conhecido pelo seu trabalho no programa de humor infantil: "O show de Basil". Christopher nasceu a 23 de Dezembro de 1976 em Londres. O seu trabalho mais conhecido foi em "Basílio Pincel" ("O Show de Basil", no Brasil) mas a sua primeira estreia notável foi em "London's Burning" no papel de Keith. Christopher apareceu recentemente nos anúncios do Burger King, Calsberg e Monopoly no Reino Unido.